# محمد صادق (رسام)
محمد صادق (بالفارسية: محمد صادق؛ نشط في 1740 - 1790 م) كان فنانًا ورسامًا مشهورًا من إيران في القرن الثامن عشر. كان رسامًا في بلاط الحاكم الزندي كريم خان (حكم من عام 1750 إلى عام 1779 م). بعد وفاة كريم خان، عمل لدى الحاكم القاجاري آغا محمد خان القاجاري (حكم من عام 1779 إلى عام 1797 م).

## صورة رستم خان

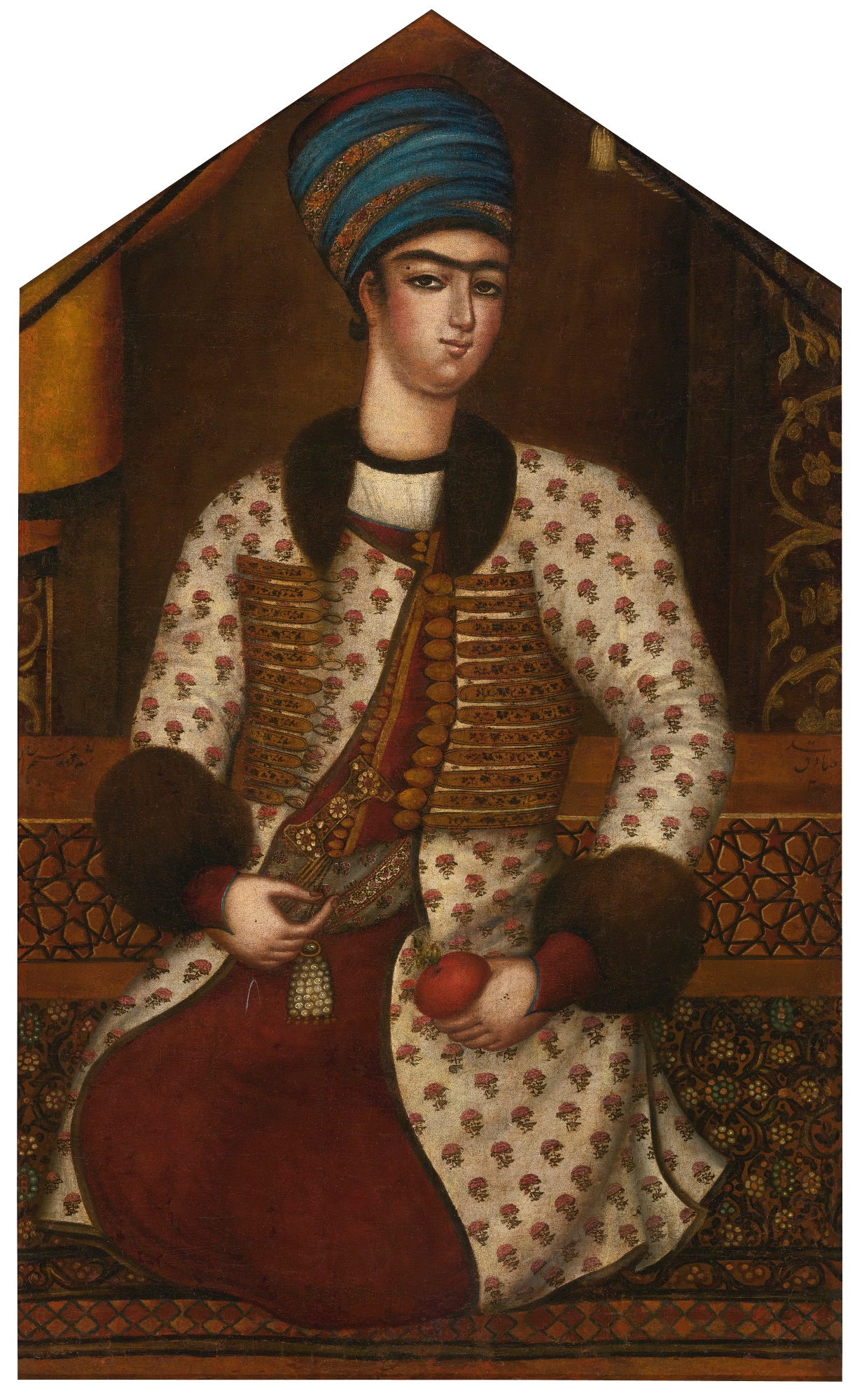
صورة رستم خان بريشة محمد صادق حوالي عام 1779

ومن أشهر لوحات صادق صورة محمد رستم خان زند ، أمير زند وحفيد القائد العسكري زكي خان زند. غالبًا ما يتم الإشادة باللوحة لتصويرها الفارسي الكلاسيكي للرجل.

## معرض الصور

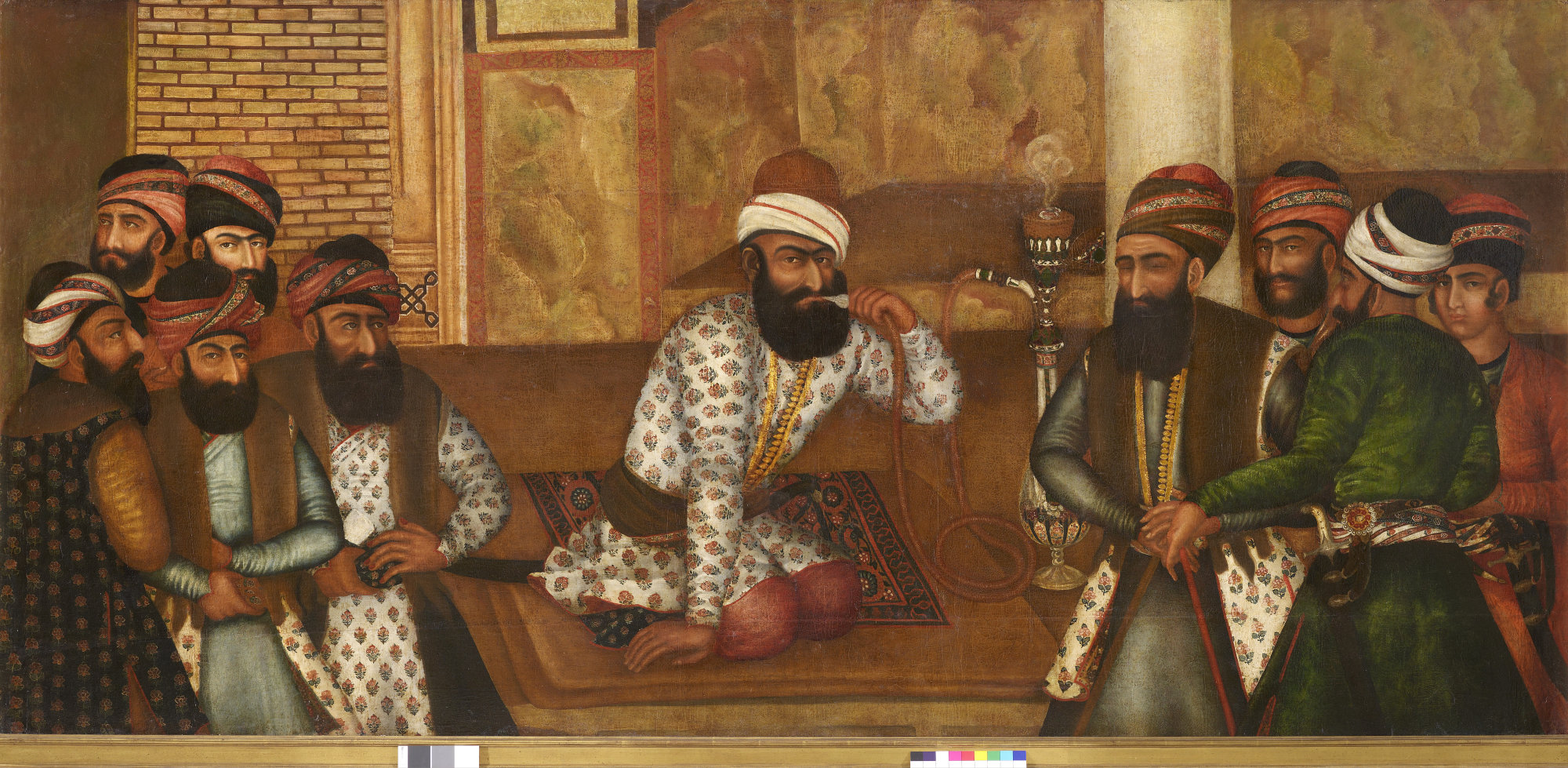
البلاط الملكي لكريم خان ، رسم محمد صادق
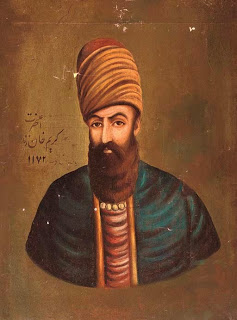
صورة كريم خان
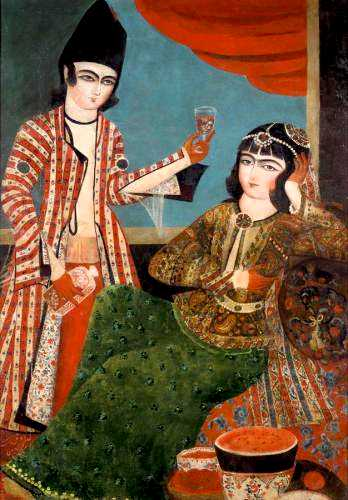
لوحة لزوجين فارسيين
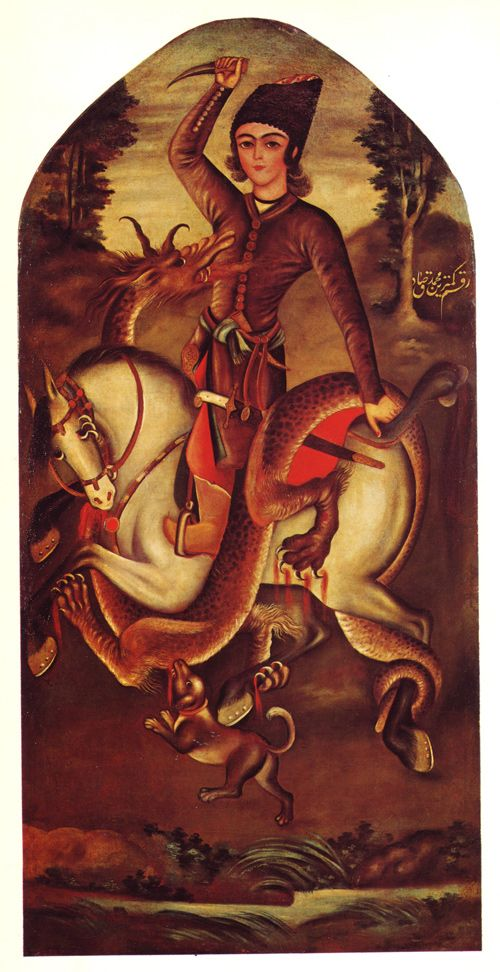
لوحة لأمير من العصر القاجاري يقاتل تنينًا
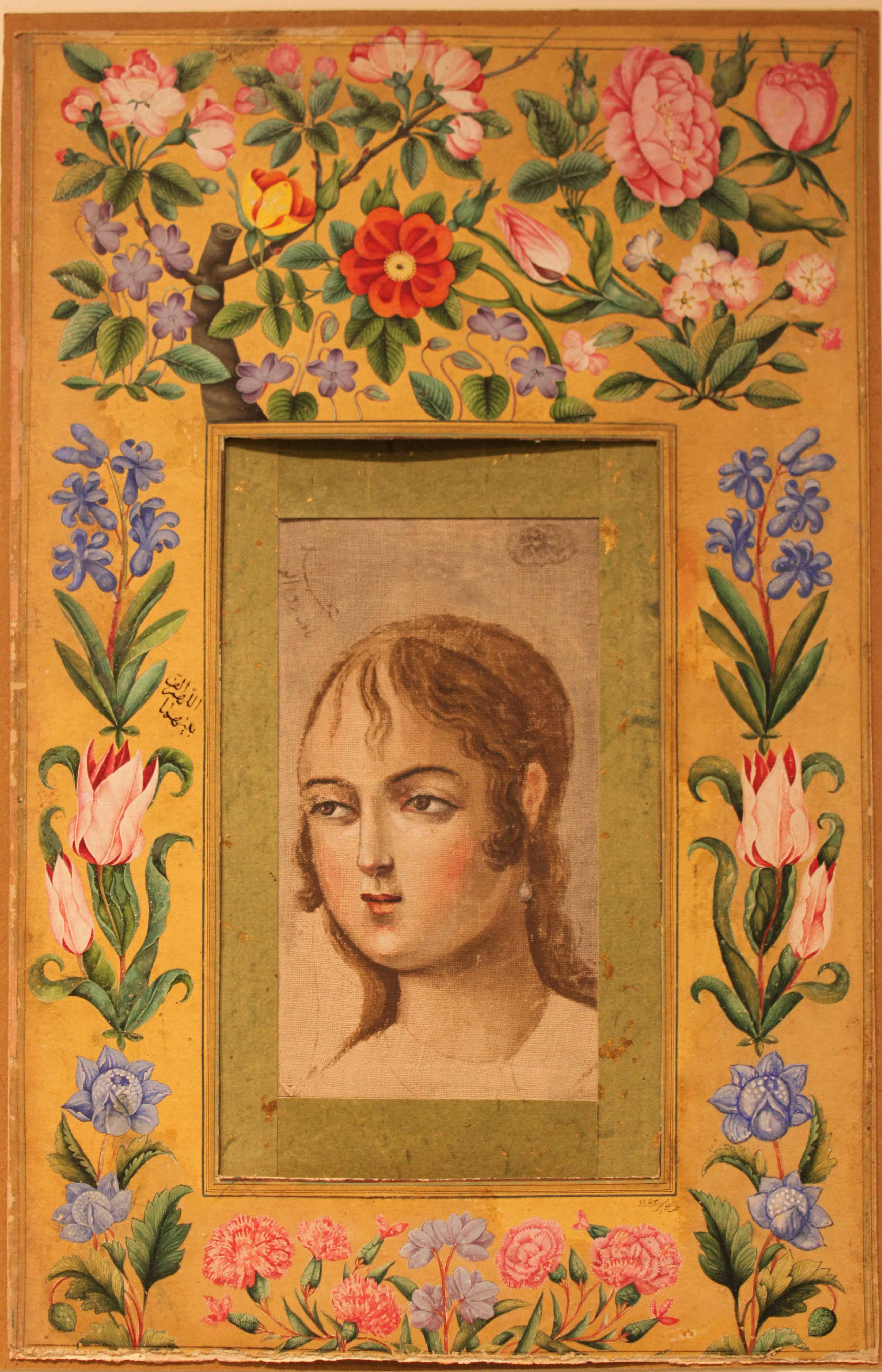
لوحة لجمال شابة بريشة محمد صادق. توقيع علي أكبر على الحدود، ١١٥٢ هـ/١٧٣٩ م. متحف المتروبوليتان
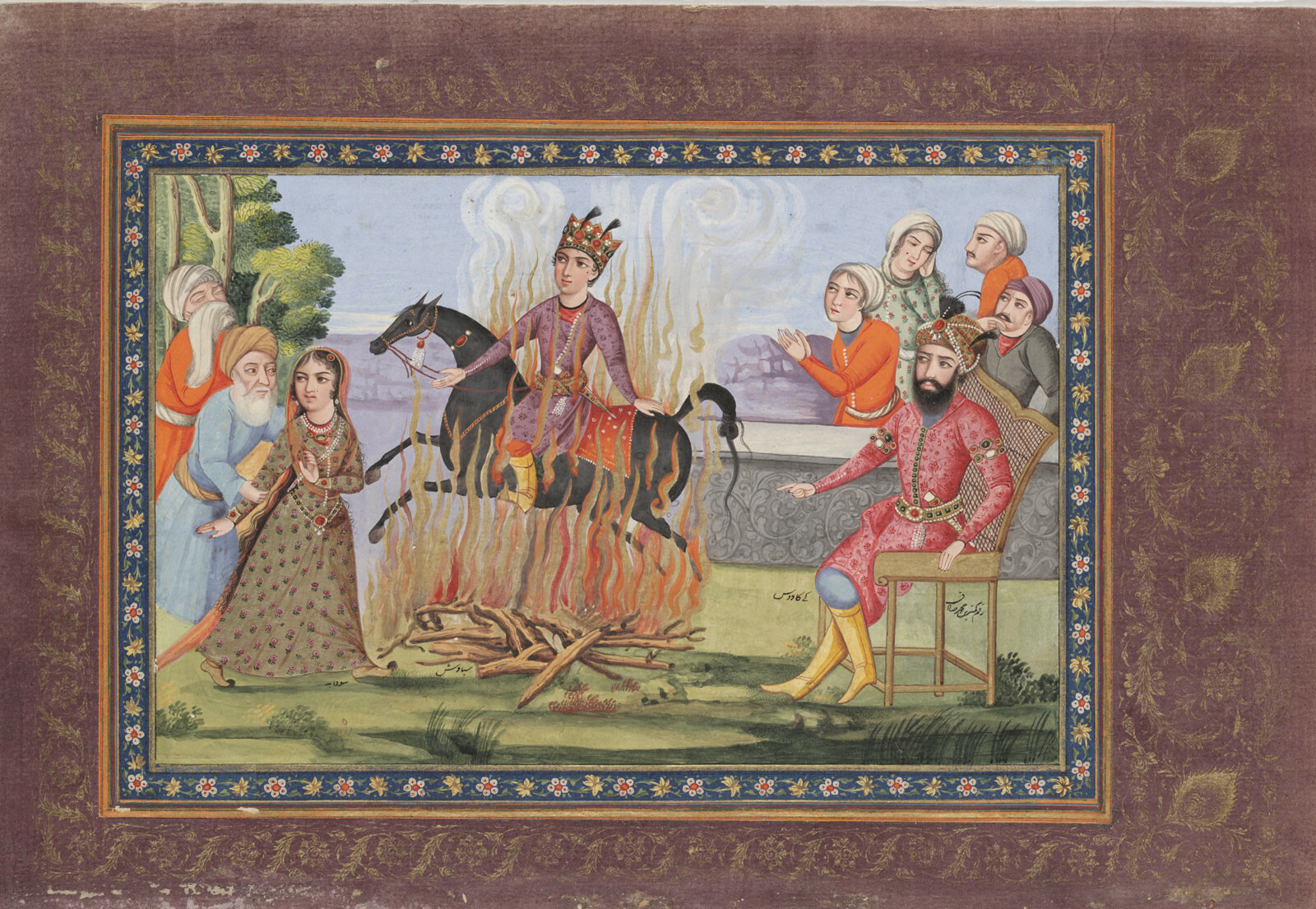
محنة سيافوش في الحريق. مكتبة جامعة ماكجيل، السيدة الفارسية ٣٩
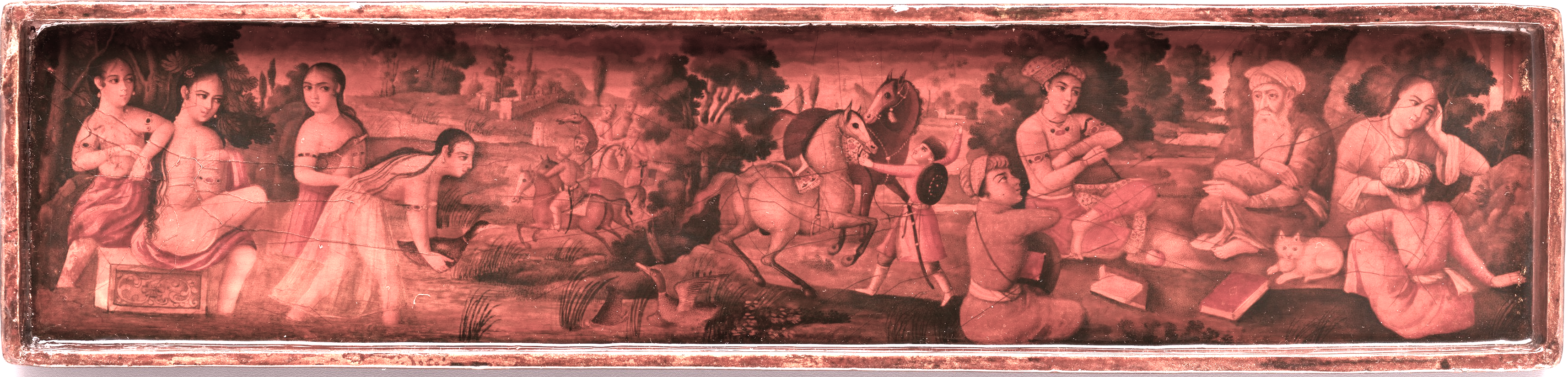
علبة أقلام مطلية بالورنيش (تم تغيير اللون لمزيد من الوضوح)، ربما تعود إلى عامي 1793 و1794